# Новомарьевская
Новома́рьевская — станица в Шпаковском районе (муниципальном округе) Ставропольского края России.

## Варианты названия
- Новая Марьевка[4]:112
- Новомарьевка[5]:588,
- Ново-Марьевская[6].

## География
Станица Новомарьевская расположена к северо- западу от краевого
центра на расстоянии 15 км, её координаты. Станица находится на территории Шпаковского района, соседними населенными пунктами являются:
- г. Михайловск — 35 км
- с. Верхнерусское — 30 км
- с. Сенгилеевское — 55 км
- ст. Филимоновская — 20 км

Трасса Ставрополь — Новомарьевская проходит по территории заказника «Русский лес» и считается одной самых живописных автодорог края.
Площадь поселения составляет 206,10 км².
Рельеф
Станица Новомарьевская находится на северо-западном склоне Ставропольской возвышенности, которую обрамляют несколько низменностей. Точнее, станица — переходная зона от возвышенности к Азово-Кубанской низменности.
Местность эта расчленена множеством речных долин и балок систем Егорлыка и Кубани и имеют полого — волнистый балочный рельеф с высотами 400—200 метров. Станица расположена в одной из балок по течению небольшой речки Медведки в окружении платообразных останцовых массивов и град, которые местные жители называют высотами или горами. Самые высокие из них — гора Крутяк, расположенная к северу от станицы, высота — 381 м, гора Пупок, к востоку от станицы, высота — 327 м, и самая высокая на юго-востоке — гора Шпиль — 600 м.
Новомарьевскую, в направлении с востока на как бы окружают несколько невысоких гряд Чёрная дыра, Двойчатка, Волчьи ворота, Песочница. Сама станица вытянулась между ними на несколько километров, тесно обступила речку Медведку и только в нескольких местах разделена на части грядами пониже, имеющими все ту же, довольно определённую направленность — с востока на запад. Это Курган, Алимкина гора.
Самые древние палеозойские породы, слагающие складчатый фундамент Ставропольской возвышенности на территории которой располагается станица, представлены глубоководными глинистыми отложениями, характерными для дна океана и свидетельствуют, что на этой территории в далеком прошлом был океан, названный учеными Тетисом.
В процессе герцинского горообразования палеозойские осадки подверглись складчатости. В них, местами, внедрилась магма, превратившаяся после застывания в гранит. На складчатом фундаменте, после размыва герцинских гор, залегают мощные слои мезозойских и кайнозойских осадочных пород. Их нижняя часть сложена верхнеюрскими и меловыми песчаниками, известняками и глинами, богатыми остатками древних морских животных.
Воды
В окрестностях станицы протекают несколько рек: Медведка, Вербовка, Бучинка, Татарка. Питание их в основном дождевое и снеговое, Берут начало они из родников. Медведка — в Русском лесу в районе завода «Малая химия», Вербовка — к северо-западу от г. Ставрополя. В водах этих рек обнаружены многие химические вещества, соли тяжёлых металлов. Несколько лет тому назад их содержание было настолько высоким, что послужило причиной исчезновения в них раков, пескарей и других обитателей.
Отравленными оказались и пруды по течению этих рек, лов рыбы и купание в них было запрещено. В настоящее время экологическая обстановка водоёмов несколько улучшилась.
Реки Бучинка и Татарка протекают на юго-западе от станицы. Они менее многоводны и без сплошной береговой растительности, часто пересыхают или теряются в солончаках.
Весной и осенью на реках ежегодное половодье. Межень приходится на июль — август. Но почти каждое лето на Медведке и Вербовке паводки, которые приводят к разрушению платин прудов, сносу мостов и смыву огородов.
Есть в пределах станицы и водоемы. Самые крупные из них — Новомарьевский Лиман (площадью 1,8 км²) и Танин пруд — в западном и северо-западном направлении. С востока, на границе с «Русским лесом» — холодный и небольшой Верхний пруд. К юго-западу от станицы Беляев пруд и Новая платина — крупный водоём с бетонным укреплением. Все водоёмы — излюбленное место отдыха населения. Есть ещё несколько маленьких прудов в непосредственной близости от чабанских кашар, питающихся от родников, используются они для нужд животноводства.
Почвы
Станица расположена в Предкавкавказской степной и лесостепной почвенной провинции, в каштановой зоне, которая протягивается с северо-запада на юго-восток. Сильно пересеченный рельеф, большое разнообразие почвообразующих пород определили сложный почвенный покров. Наряду с чернозёмами предкавказскими карбонатными и некарбонатными, мощными и среднемощными, довольно большое распространение получили чернозёмы предкавказские солонцеватые, маломощные, солонцы и гидроморные почвы. В связи с большой пересеченностью рельефа и расположения станицы в зоне действия «армавирского коридора» более 80 % пахотных земель подвержены водной и ветровой эрозии. На сильно покатых и крутых склонах залегают чернозёмы средне — и сильно — смытые. Распространены солончаки и солонцы, которые встречаются в виде больших массивов или в комплексе с лугово — пойменными.
Растительный и животный мир
Станица Новомарьевская находится на территории Егорлыкско — Сенгилеевского окультуренного ландшафта. Здесь в связи с высокими летними температурами, феновым эффектом при восточном переносе воздушных масс, понижением влажности, сформировались злаковые и злаково — полыновые ландшафты на засоленных чернозёмах и солонцах. На останцовых распространены разнотравно-злаковые степи. В этих степях густой и высокий травостой, основа его — узколистные злаки — ковль, типчак, костер, мятлик, овсяница, тонконг и д.р. Много ярко цветущих двудольных растений. Как волны в море колышется серебристый ковыль, тут и там можно видеть желтые купавки сиреневые ирисы.
К востоку от станицы — лесостепь, дальше — Русский лес. Он состоит в основном из граба, ясени, дуба, кленов. В примеси к остальным породам встречаются дикие яблоня, груша и алыча. В подлеске много кустарников: боярышник, кизил, бирючина, шиповник. Редкой стала калина, на опушке леса растет терн. Есть в лесу и лианы — это дикий виноград и хмель.
На территории леса находится ботанический заказник Ставрополье — Новомарьевская поляна, находится она на высоте 480—500 м, общая площадь 145 га., здесь отмечено около 200 видов растений.
Повсеместная распашка степей, хозяйственная деятельность человека снизила численность животных. В пределах степей здесь живут грызуны: полевки, хомяки, тушканчики. Встречаются заяц — русак, лисица, а также волки, которые появились здесь в конце прошлого века. В степях много птиц — жаворонки, куропатки, перепела; крупных птиц — степного орла, канюков — можно встретить редко. У берегов водоемов обитают цапли, кулики, серые гуси, кряквы, выпи.
В Русском лесу обитают кабаны и косули, правда из-за появления волков их численность резко снизилась. Зато здесь много здесь птиц: пеночки, зяблик, зорянка, крапивник, синицы, сойки и даже соловей. Повсеместно встречается дятел.
Станица расположена на юге России, поэтому территория получает огромное количество солнечной радиации. Здесь сформировались злаковые и злаково-полыновые ландшафты на засоленных чернозёмах и солонцах Благодаря расположению на западных склонах Ставропольской возвышенности, с востока станицу окружает заказник «Русский лес» с особенностями своей флоры и фауны, которые украшают вид территории. Широта местности, рельеф и подстилающая поверхность в итоге сформировали своеобразный микроклимат на территории станицы.

## История
Селение основано в 1795 году (по другим данным — в 1793:588 или в 1794 годах:588) казаками-однодворцами и отставными солдатами, переселившимися «из брошенного по маловодью и отсутствию хороших земель с. Марьинского (на Чле) на урочище Русскую Вербовку и Медведку»:111. Согласно «Казачьему словарю-справочнику» среди поселенцев были беломестные казаки.
Название «Новая Марьевка» очевидно было выбрано, чтобы избежать путаницы со слободой Старой Марьевкой (ныне — село Старомарьевка), возникшей в 1795 году на месте Марьевки:111—112.
В 1833 году получила статус станицы и была присоединена к Ставропольскому полку Кавказского линейного казачьего войска:113. Входила в Лабинский отдел Кубанской области.
В 1886 году открыта школа грамоты.
4 февраля 2000 года утверждены герб и флаг станицы.
До 16 марта 2020 года станица образовывала упразднённое сельское поселение станица Новомарьевская.

## Население
| 1795  | 1811  | 1839  | 1845  | 1855  | 1861  | 1867  | 1870  | 1882  |
| ----- | ----- | ----- | ----- | ----- | ----- | ----- | ----- | ----- |
| 1175  | ↗1346 | ↗2486 | ↘2209 | ↗2409 | ↘1832 | ↘977  | ↗1929 | ↘1201 |
| 1896  | 1901  | 1916  | 1989  | 2002  | 2010  | 2012  | 2013  | 2014  |
| ↗1793 | ↗3241 | ↘3222 | ↘2318 | ↗2690 | ↘2640 | ↗2645 | ↗2658 | ↗2669 |
| 2015  | 2016  | 2017  | 2018  | 2019  | 2020  | 2021  |       |       |
| ↗2684 | ↗2700 | ↘2684 | ↘2679 | ↘2670 | ↘2659 | ↘2653 |       |       |

Национальный состав
По данным переписи 2002 года, 88 % населения — русские.
По итогам переписи населения 2010 года проживали следующие национальности (национальности менее 1 %, см. в сноске к строке "Другие"):
| Национальность | Численность | Процент |
| -------------- | ----------- | ------- |
| Русские        | 2358        | 89,32   |
| Даргинцы       | 84          | 3,18    |
| Армяне         | 62          | 2,35    |
| Цыгане         | 54          | 2,05    |
| Другие         | 82          | 3,11    |
| Итого          | 2640        | 100,00  |

## Инфраструктура
- Администрация станицы Новомарьевской[33]
- Культурный комплекс[34]
- База отдыха «Вербовая балка»[35]
- В районе пересечения улиц Подгорной и Мостовой расположено общественное открытое кладбище площадью 20 000 м²[36].

## Образование
- Детский сад № 11[37]
- Средняя общеобразовательная школа № 17[38]

## Русская православная церковь
- Храм св. вмч. Димитрия Солунского[39]

## Люди, связанные со станицей
Валентина Васильевна Нарыжная (14 июня 1946 года), ставропольская поэтесса, член Союза писателей России, лауреат премии Губернатора Ставропольского края в области музыкального искусства имени В. И. Сафонова за циклы песен о Ставрополье. Автор книг «Земные чары» (1995),38 «Колокола России» (1997), «Рассвет над станицей» (1998), «Цветы у обочин» (2002), «Пришедшая любить» (2008), «Капелька вечности» (2011), «Под небом России» (2014), «Воскресшие купола» (2018). 47 лет возглавляла Дом культуры станицы Новомарьевской.

## Эпидемиология
- Находится в местности, отнесенной к активным природным очагам туляремии[40]

## Памятники
- Братская могила воинов, погибших в годы гражданской и Великой Отечественной войн. 1918—1920, 1942—1943, 1970 годы[41]
- Селище Новомарьевское — археологический памятник XVIII—XX веков[42].